# Université catholique de sciences appliquées de Mayence

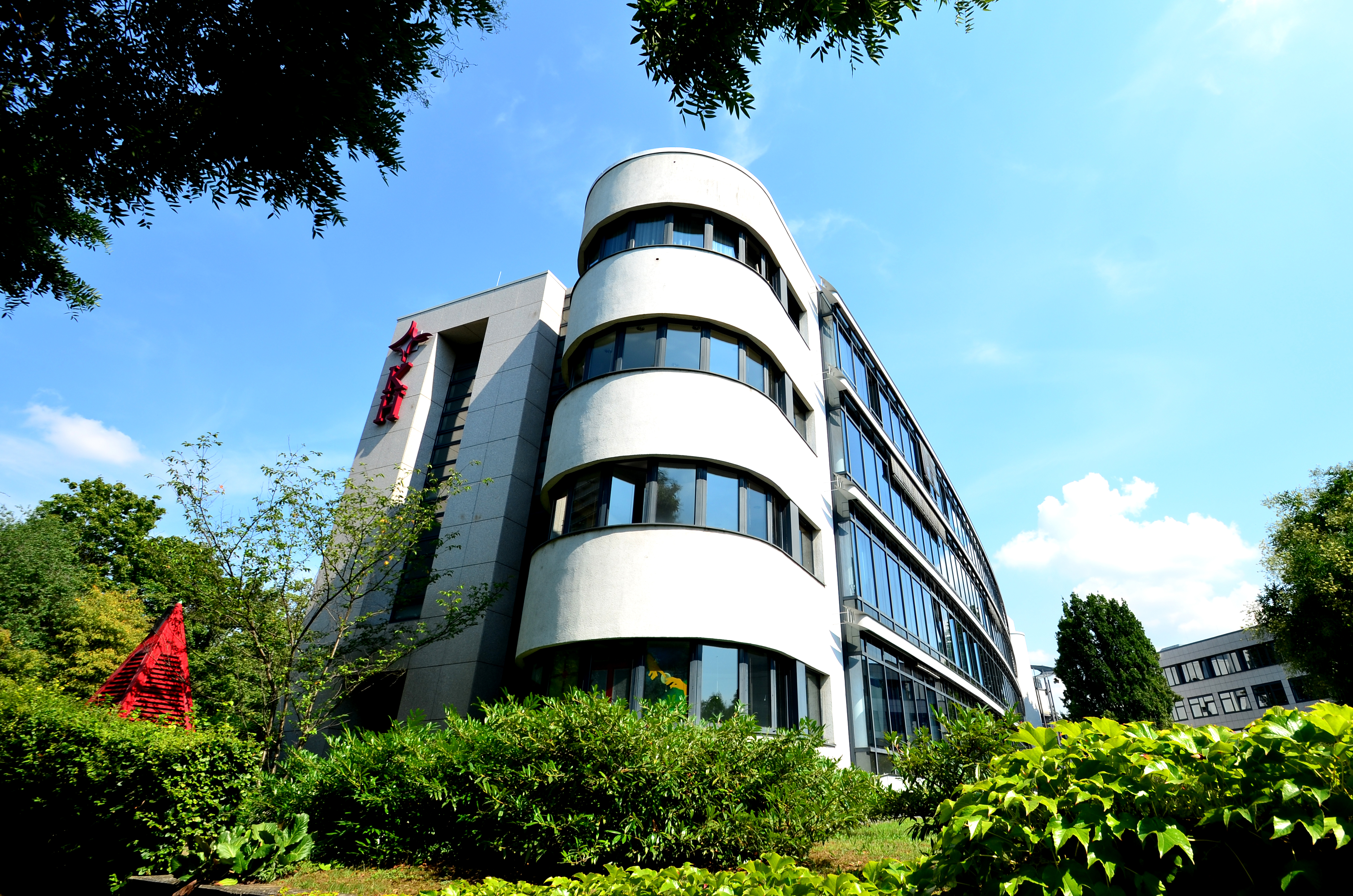
Les bâtiments

L'université catholique de sciences appliquées de Mayence (en allemand Katholische Hochschule Mainz) est une université catholique de sciences appliquées localisée dans la ville de Mayence, en Rhénanie-Palatinat. Elle est donc l'une des trois universités publiques de Mayence aux côtés de l'Université Johannes Gutenberg et de l'Université de sciences appliquées.
Elle a été fondée en 1972 et est géré par les cinq diocèses catholiques  de Cologne, Limbourg, Mayence, Spire et Trèves. À cet effet, la Société de bienfaisance pour la promotion de la science et de l'éducation, sise à Mayence, a été fondée.